# Aglossosia pallidior
Aglossosia pallidior là một loài bướm đêm thuộc phân họ Arctiinae, họ Erebidae.